# Hotta (Klan)

Wappen der Hotta

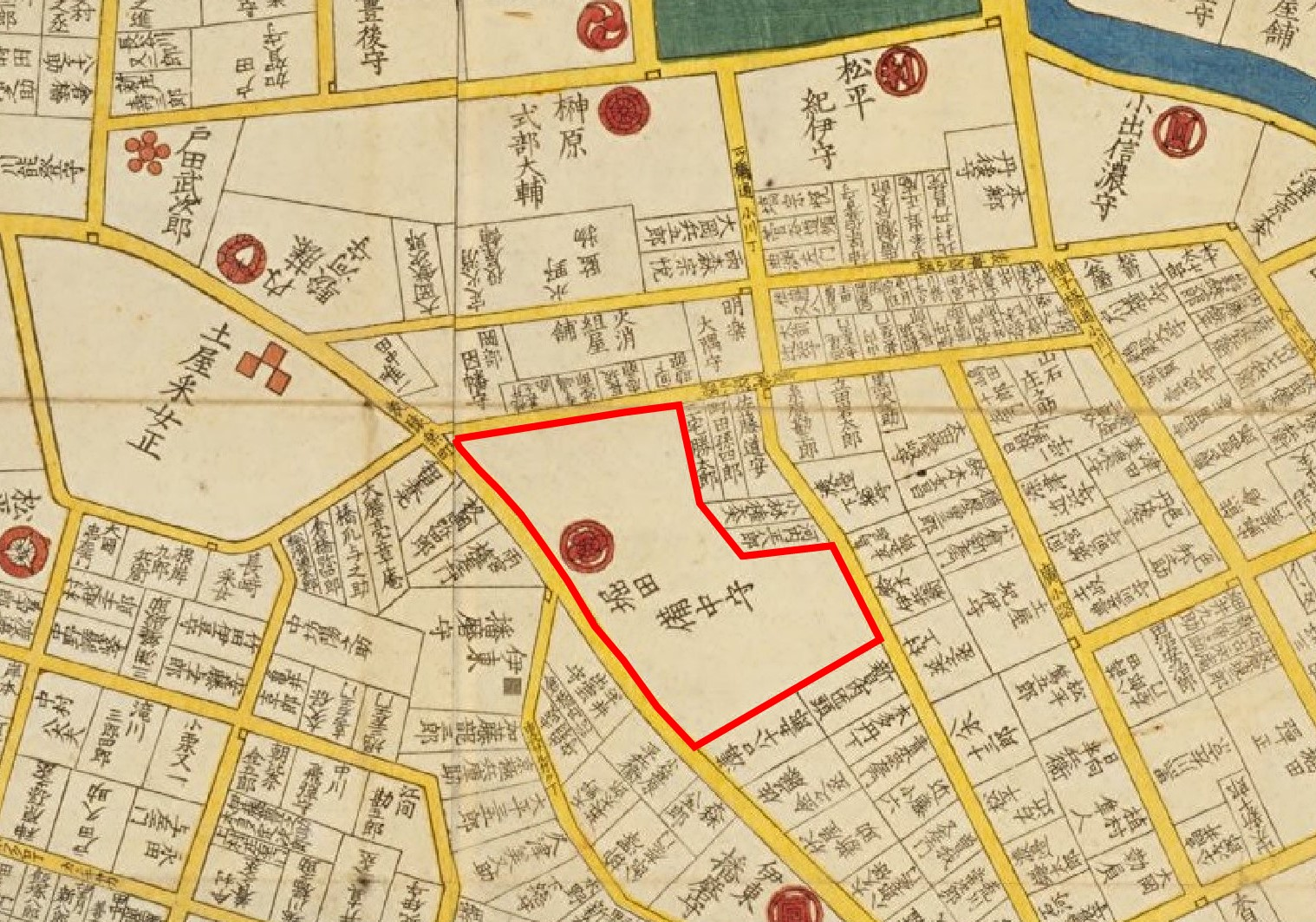
Eine Residenz der Hotta in Edo

Die Familie der Hotta (japanisch 堀田家, Hotta-ke) war ein Samurai-Geschlecht (japanischer Schwertadel), das in seiner Geschichte verschiedene Lehen an verschiedenen Orten Japans besaß. Die Hotta gehörten nach 1600 zu den Fudai-Daimyō. Hotta Masatoshi erreichte als Tairō des Shogunats den höchsten Rang in der Familiengeschichte.

## Genealogie
Die Familie führt ihre Abstammung auf Takeshiuchi no Sukune (武内宿禰; legendär 92–368 u. Z.) den Ō-ōmi des Seimu-Tennō zurück. Historisch als eigenständige belegbar wird sie jedoch erst Ende der Sengoku-Periode. Zunächst dienten sie den Saitō, dann seitens Oda und Toyotomi. Nach der Schlacht von Sekigahara schlug man sich auf die Seite der Tokugawa. Hotta Masayoshi (堀田正吉) hieß ursprünglich Ki und war zuerst Vasall von Kobayakawa Hideaki. Verheiratet mit Fuku, Tochter des Inaba Masanari, einer späteren Kasuga no tsubone. Für seine Verdienste in der Schlacht von Osaka auf Seiten der Tokugawa wurde er mit 7000 koku belehnt.

### Daimyō
Stammvater: Masamori (1606–1651; 堀田正盛)
1. Generation:
a) Masanobu (1632–1680; 堀田正信)
b) Masatoshi (1651–84; 堀田正俊)
a) Generationen männlicher Nachfahren des Masanobu:
1. Hotta Masayasu († 1731, 77-jährig; 堀田正休), nach der Verbannung seines Vaters Hotta Masanobu 1681 erhielt er 10000 koku Dawara. 1668 wurde er Herr von Buzen im fünften Hofrang. 1681 zum Daibantō berufen, diente er ab dem folgenden Jahr  Tokugawa Tokumatsu. 1698 zog er in die Burg von Miyagawa. Er nahm die Tonsur 1715 und war fürderhin unter dem Ordensnamen Seikyū bekannt. Nachfahren:
1. Hotta Masatomo (堀田正朝)
2. Hotta Masaharu (堀田正春), wurde 1745 mit Sakura (佐倉藩 Provinz Shimousa) belehnt, mit einem Einkommen von 115000 koku.

Die Linie des Masatomo setzte sich wie folgt fort:
1. Hotta Masanobu (1709–1753 堀田正陳) wurde 1719 Familienoberhaupt und Herr von Miyagawa. Er wurde 1721 von Tokugawa Yoshimune in Audienz empfangen, zwei Jahre später in den fünften Hofrang erhoben und Herr des Kaga-han. Ab 1746 diente er dem jugendlichen Tokugawa Ieharu, zugleich wurde er wakadoshiyori. 1746 erhielt er zusätzliche 3000 koku. Als einziger der Ratgeber Yoshimunes, blieb er unter Tokugawa Ieshige zunächst im Amt, bis er nach Yoshimunes Tod ebenfalls verdrängt wurde. Er starb zwei Jahre später.
2. Hotta Masakuni († 1772, 39-jährig; (堀田正邦)), als Familienoberhaupt seit 1753 war er im Bakufu als Ōbantō zuständig für den Schutz des Hofes und von Tempeln. Bereits 1749 war er nach einer Audienz beim Shogun Tokugawa Ienari zum Herrn von Dewa ernannt worden.

4. Hotta Masatami (堀田正民)
b) Söhne des Masatoshi,

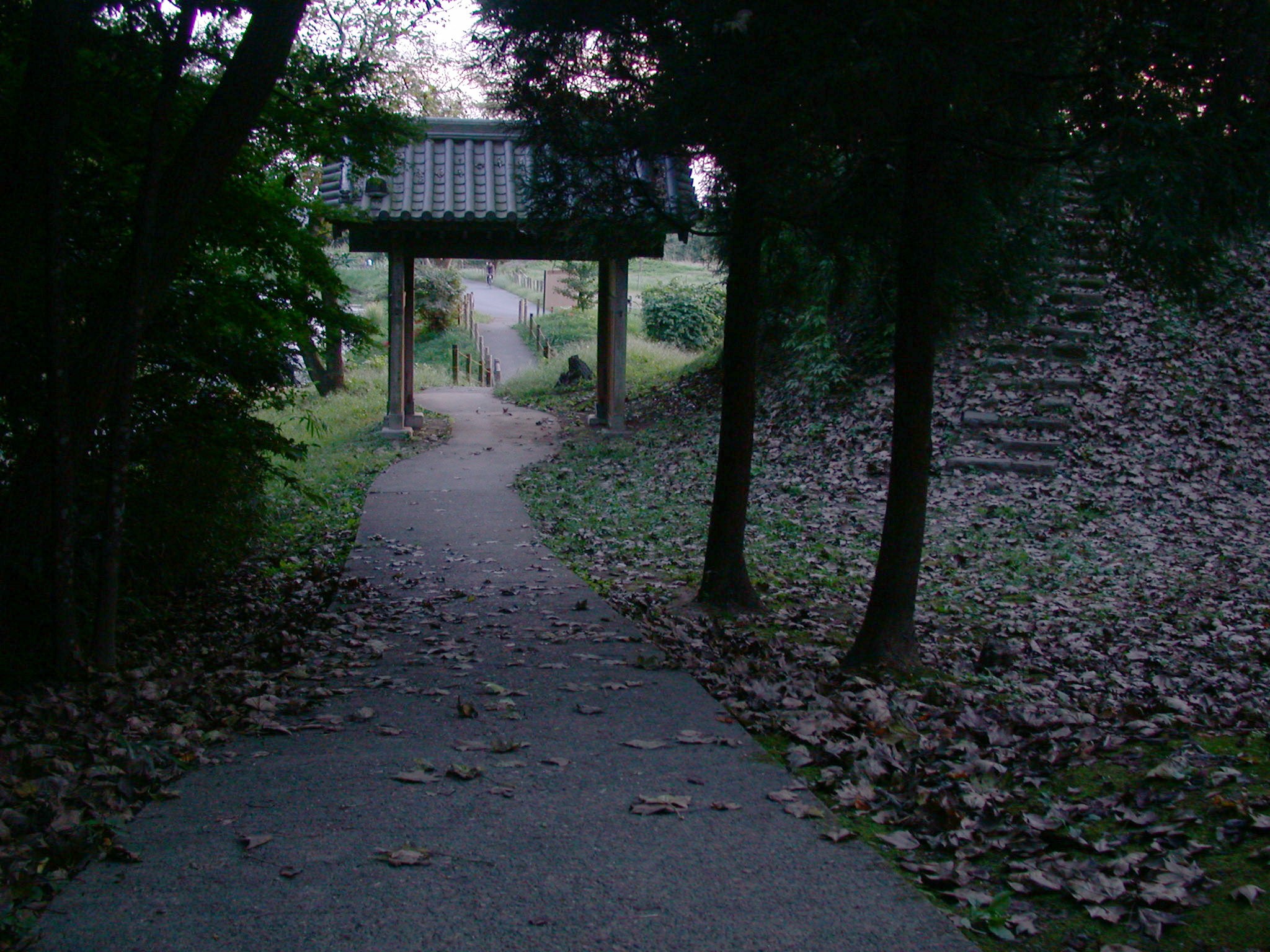
Demaru-Tor der Burg Sakura, von der nur noch Wälle und Gräben vorhanden sind.

1. Hotta Masanaka, (1660 – 6. Juli 1694; 堀田正仲 Shimousa no kami) übernahm 1685 das Yamagata-han (Provinz Dewa) und im folgenden Jahr Fukushima (Provinz Mutsu). Kinderlos.
2. Hotta Masataka, († 1728, 62-jährig; 堀田正虎) ab 1698 in Sannoen mit einem Einkommen von 16.000 koku. Sein Sohn
Hotta Masasuke († 1761, 50-jährig; 堀田正亮), wurde Familienoberhaupt 1731 und Herr von Sagami, ab 1747 in der Burg von Sakura. Seit 1746 Mitglied des shogunalen Rates (rōjū). Er hatte zwei Söhne, deren beide Linien mit der vierten Generation ausstarben.
1. Sohns Masanari (* 24. Januar 1745 – 6. August 1805; 堀田正順), der ihm 17-jährig als Familienoberhaupt folgte.   Dessen Nachfahr war Hotta Masayoshi (堀田正睦), dessen Sohn wiederum wurde letzter Herr von Sakura:
Hotta Masatomo (1850 – 1. Januar 1911; 堀田正倫). Nach Schaffung von Präfekturen der erste örtliche Gouverneur. Nachdem er 1877 seine Stellung aufgab, kümmerte er sich um die Hebung der Landwirtschaft in der Region. Erhielt den zeremoniellen zweiten Hofrang.
3. Der dritte Sohn ist  jung verstorben.
4. Hotta Masataka († 1728, 62-jährig; 堀田正高), der vierte Sohn, erbte Land 10000 koku von seinem Vater als Herr von Sano. Wurde 1709 Daimyō des Bigo-Han. Zog sich 1722 in ein Kloster zurück und nahm den geistlichen Namen Seifukuan Genkan. Er hatte zwei Söhne:
1  in der dritten Folgegeneration nahm Masatomi (正富), Hotta Masaatsu († 1832, 75-jährig; 堀田正敦) an, der eigentlich der achte Sohn von Date Masamura war und dadurch zum Herrn von Settsu im fünften Hofrang werden konnte. Ab 1790 Mitglied des Wakadoshiyori. 1826 übernahm er das Lehen von Sano. Meister der Teezeremonie der Sesshū-Schule. Verfasste mehrere Bücher unter dem Namen Suigetsu, so Kariba no ki und Matsumae kiko.
2 Hotta Masanaga († 29. August 1735, 27-jährig; 堀田正永), wurde 1726 Familienoberhaupt und Herr von Yamato im fünften Hofrang. Kurz nach seiner Ernennung zum Bewahrer der Burg Ōsaka (大坂城代) starb er.
 weitere historisch bedeutende Träger des Namens:
- Hotta Hōkyō, eigentlich Chiemon († 1791, 83-jährig), Schüler des Matsudaira Kunzan, Gelehrter der japanischen Klassiker (kokugaku), Verfasser des Gokatōrokukō.
- Hotta Masafuru, eigentlich Sakuzaemon († vor 1801, 82-jährig), Gelehrter der japanischen Klassiker, Verfasser des Gokaenrokurō.
- Hotta Masahide († 1688, 51-jährig; 堀田正英) erbte von seinem Vater 1651 etwas Land und wurde 1659 zum Herrn von Tsushima im fünften Hofrang ernannt. Ab 1676 Daibantō, mit seiner Berufung zum Wakadoshiyori gingen zusätzliche 5.000 koku einher, so dass er insgesamt über 13.000 verfügte.
- Hotta Masamutsu = Masayoshi (1810–1864)
- Hotta Seiken (1803–1879), konfuzianischer Gelehrter, als solcher unter dem Namen Shibin bekannt. Der leibliche Sohn von Homma Yoshinori wurde adoptiert. Nach Studien unter Sakurai Sekimon und Fujisawa Tōgai wurde er Literaturprofessor bei Hofe. Nach der Meiji-Restauration war er Berater des Deishi-han. Sein wichtigstes Werk ist das Shōkenshū.

### Nach 1868
Bei der Adelsreform (Kazoku) erhielt das Geschlecht gräflichen Rang.
- Hotta Genzo (* Mai 1869), Augenarzt und seit 1907 Leiter der Hotta-Augenklinik in Hiroshima.
- Hotta Kanae (* 13. September 1883; 堀田鼎), 2. Sohn des Kizaemon; Gouverneur der Präfekturen Shiga 1927, Gunma 1929 und Chiba 1931, 1932–37 in der Zivilverwaltung Formosas, Bürgermeister von Kōriyama (郡山市) ab 1937.
- Hotta Masaaki (* 6. Juli 1883 in Tokio; † 25. Juli 1960 daselbst), Sohn des Masataka. Hielt leitende Positionen im japanischen Außenministerium und war Gesandter in der Tschechoslowakei, Schweiz (ab 1934) und Italien (ab Mai 1937). Verheiratet mit Koyuki.
- Hotta Masatsune (* Okt. 1887), Jurist, war der zweitgeborene leibliche Sohn von Nabeshima Chokuju. Er wurde von Graf Hotta Seirin adoptiert, verheiratet mit Hideko, Tochter des Grafen Date Okimune. Seit 1918 Mitglied des Herrenhauses (kizokuin) Anfang der 1930er Jahre parlamentarischer Vize-Minister für die Marine und Direktor der Kawasaki Trust Co.
- Hotta Masayasu (1848–1911; 堀田正長[7]) war der achte leibliche Sohn von Iwaki Takanaga Herr des Kameda-Klans. Er wurde von Hotta Masasato adoptiert. 1863 wurde er Oberhaupt des Miagawa-Zweiges der Familie. Nach 1868 war er in der Verwaltung von Tokio tätig unter anderem als Stadtbezirks-Bürgermeister. Bei der ersten Parlamentswahl 1890 wurde er ins Herrenhaus gewählt und ein Führer der Kenkyū-kai-Partei.
- Hotta Shōzō (* 23. Januar 1899 in Nagoya; 堀田庄三). In die Hotta-Familie adoptiert, war sein ursprünglicher Name Uchida. Trat nach Wirtschaftsstudium an der Universität Kioto 1926 in den Dienst der Sumitomo Bank, heute Sumitomo Mitsui Banking Corp. kontrolliert von Sumitomo Mitsui Financial Group. Bis 1947 stieg er zum Vizepräsidenten auf, im November 1952 wurde er Präsident, 1970 Vorsitzender. Während seiner Amtszeit wurde das Institut zur drittgrößten Bank des Landes. Er war auch Direktor der Verbände Keidanren und Nikkeiren. Mit seiner Frau Haru hatte er 2 Töchter und 2 Söhne.
- Hotta Zuishō (* 1837 in Kioto; † 1916; 堀田瑞松). Nanga-Maler, Schnitzer und Bildhauer, lebte ab 1868 in Tokio. Begründeteinen eigenen Stil der Lackarbeit, nach ihm Hotta-urushi genannt.